# Microrégion de Pio IX

Localisation de la microrégion de Pio IX

La microrégion de Pio IX est l'une des trois microrégions qui subdivisent le sud-est de l'État du Piauí au Brésil.
Elle comporte 7 municipalités qui regroupaient 53 059 habitants en 2006 pour une superficie totale de 4 333 km².

## Municipalités[1]
- Alagoinha do Piauí
- Alegrete do Piauí
- Francisco Santos
- Monsenhor Hipólito
- Pio IX
- Santo Antônio de Lisboa
- São Julião